# Nancy Simashela
Nancy Mildred Simashela (* 29. November 1984 in Windhoek) ist ein ehemaliges namibisch-südafrikanisches Fotomodell.
Simashela agierte international als Foto- und Laufstegmodell und wurde von „Star Models“ (Südafrika), der „Shine Group“, „on1 Model Management“ und „Extravaganza Models“ (Namibia) vertreten. Sie arbeitete unter anderem als Gesicht für Nivea. Im südafrikanischen Fernsehen war sie unter anderem in der Sendung Deal or No Deal zu sehen.
2003 erreichte sie die Top 5 der Miss-Namibia-Wahl.